# Дюбуа, Франсуа (художник XVI века)
Франсуа Дюбуа (фр. François Dubois; около 1529, Амьен — 24 августа 1584, Женева) — французский живописец, гугенот. Известен как автор картины «Варфоломеевская ночь».
Родился в Амьене. Скорее всего принадлежал к семье врача и грамматиста Жака Дюбуа (1478—1555).
Как живописец относится к школе Фонтенбло. Его единственная сохранившаяся до наших дней работа — это изображение событий Варфоломеевской ночи, когда католики устроили массовое убийство протестантов (гугенотов) в Париже. Неизвестно, присутствовал ли тогда в Париже сам Франсуа Дюбуа, но его близкий родственник, хирург Антуан Дюбуа, погиб в ходе этой резни. Франсуа бежал в Женеву, чтобы избежать преследований со стороны католиков. Картину в память о Варфоломеевской ночи ему заказал другой беженец, банкир из Лиона. Подпись на картине — «Franciscus Sylvius Ambianus pinx.»
Дюбуа приписывается также картина «смерть Цицерона» («Mort de Cicéron») (ок. 1560).
Умер в Женеве 24 августа 1584 года.